# Carl Markees
Carl Markees (auch: Karl Markees; * 10. Februar 1865 in Chur; † 4. Dezember 1926 in Charlottenburg) war ein Schweizer Geiger, Musikpädagoge und Komponist.

## Leben und Werk

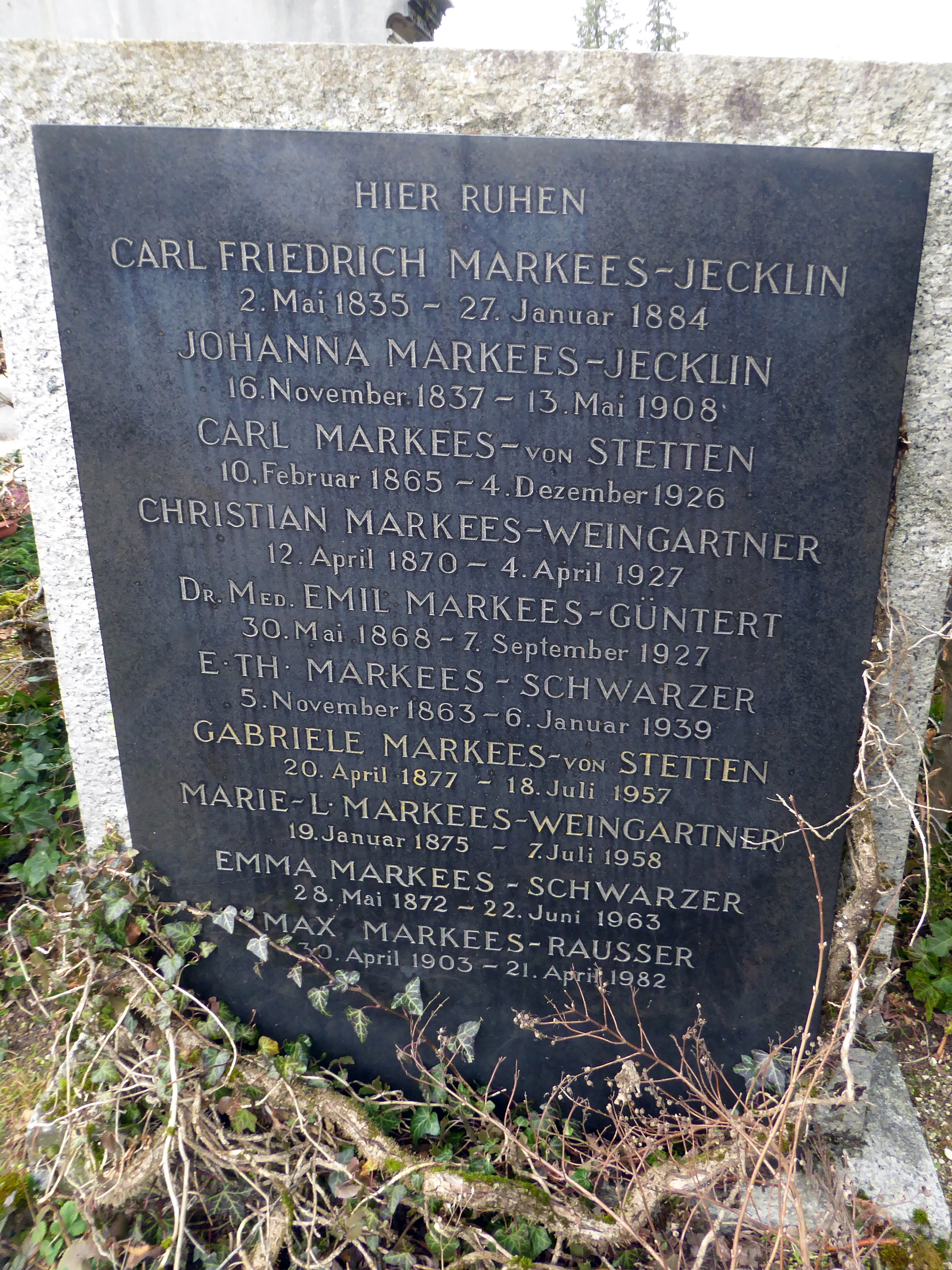
Familiengrab auf dem Wolfgottesacker in Basel

Carl Markees war ein Sohn des Carl Friedrich Markees (1835–1884) und der Johanna, geborene Jecklin (1837–1908). Sein Bruder war Ernst Markees.
Markees studierte nach dem Besuch des Gymnasiums in Basel ab 1881 Violine an der Königlich Akademischen Hochschule für ausübende Tonkunst in Berlin zunächst bei E. Wirths und später bei Joseph Joachim. Von 1884 bis 1886 war er Erster Geiger der Berliner Philharmoniker. Ab 1889 war er Professor für Violine an der Berliner Hochschule und wurde Nachfolger seines Lehrers Joachim. Zu seinen Schülern zählten u. a. Bronisław Huberman, Leonora Jackson, Gustav Havemann, Andō Kō, Paul Erdensohn, Corinne Coryn, Francis Macmillan und Harold Sumberg.
Daneben unternahm er Konzertreisen durch Deutschland, die Schweiz, Italien und die Türkei und war als Kammermusiker u. a. im Kruse- und im Halir-Quartett aktiv. Er besass eine Stradivari. Markees verfasste technische Studien für die Violine und komponierte Stücke für Violine und Klavier.
Seine letzte Ruhestätte fand er auf dem Wolfgottesacker in Basel.